# Comuna Mîrne, Bileaiivka
Mîrne (în ucraineană Мирне) este o comună în raionul Bileaiivka, regiunea Odesa, Ucraina, formată din satele Mîrne (reședința) și Șîroka Balka.

## Demografie
Componența lingvistică a comunei Mîrne
     Ucraineană (91,52%)
     Rusă (6,84%)
     Română (1,04%)
     Alte limbi (0,21%)
Conform recensământului din 2001, majoritatea populației comunei Mîrne era vorbitoare de ucraineană (91,52%), existând în minoritate și vorbitori de rusă (6,84%) și română (1,04%).